# Route nationale 708
Die Route nationale 708, kurz N 708 oder RN 708, war eine französische Nationalstraße, die von 1933 bis 1973 in zwei Abschnitten zwischen Saint-Martial-de-Valette und Marmande verlief. Ihre Gesamtlänge betrug 147 Kilometer.